# Cuahueloco
Cuahueloco är en ort i Mexiko.   Den ligger i kommunen Ixhuatlán de Madero och delstaten Veracruz, i den sydöstra delen av landet, 190 km nordost om huvudstaden Mexico City. Cuahueloco ligger 172 meter över havet och antalet invånare är 365.
Terrängen runt Cuahueloco är huvudsakligen kuperad, men den allra närmaste omgivningen är platt. Runt Cuahueloco är det ganska tätbefolkat, med 129 invånare per kvadratkilometer. Närmaste större samhälle är La Ceiba, 11,9 km sydost om Cuahueloco. Omgivningarna runt Cuahueloco är en mosaik av jordbruksmark och naturlig växtlighet.